# أوزود (آيت تكلا)
أوزود هي إحدى مشيخات المملكة المغربية، تتبع جغرافيا لإقليم أزيلال وإداريًا لآيت تكلا. يقدر عدد سكانها بـ 4647 نسمة حسب الإحصاء الرسمي للسكان والسكنى لسنة 2004.